# Work (Iggy-Azalea-Lied)
Work ist ein Song der australischen Rapperin Iggy Azalea. Er wurde am 17. März 2013 in den Vereinigten Staaten als Download veröffentlicht und ist Azaleas erste Singleauskopplung aus ihrem Debüt-Album The New Classic. Work stellte Azaleas kommerziellen Durchbruch im Vereinigten Königreich und in den Vereinigten Staaten dar. Für über 2.000.000 verkaufter Exemplare wurde der Song von der Recording Industry Association of America mit einer doppelten Platin-Schallplatte ausgezeichnet.

## Hintergrund
Work wurde zwischen Dezember 2012 und Januar 2013 als einer von 3 Songs für ihr Debüt-Album The New Classic geschrieben. Neben Azalea waren ebenfalls Trocon Markous Roberts, Natalie Sims und das Produzententeam The Invisible Men an der Entstehung des Textes beteiligt, während letztere den Song zusammen mit 1st Down ebenfalls produzierten. Die Aufnahme des Songs fand in den Rockfield Studios sowie in den Monnow Valley Studios in Wales statt. Azalea gab an, eines der Hauptziele dieses Songs war es, ihre Lebensgeschichte sowie sich selbst persönlich bekannter zu machen. In einem Interview mit der Chicago Sun-Times beschrieb Azalea Work, neben Rolex, als ihren persönlichsten Song.

## Musikalisches und Inhalt
Work ist ein Snap-Trap-Song mit EDM-Elementen. Die Komposition wurde von der Akkordfolge von Outkasts Song B.O.B inspiriert. Die Beats wurden Mithilfe des Roland TR-808 entworfen. Der Song startet mit einem Keyboard-Intro, gefolgt von der ersten Rapstrophe. Der Refrain ist staccatoartig aufgebaut. Azaleas Rapgeschwindigkeit variiert von schnellen, verschachtelten Reimen bis zu langgestreckten einzelnen Wörtern.
Inhaltlich ist Work autobiografisch und stellt Azaleas Umzug von Australien nach Miami im Alter von 16 Jahren dar. Sie brach die High School in Australien ab und ging arbeiten, um Geld für ein Flugticket nach Miami zu sparen. Sie hielt sich zu Beginn in den Vereinigten Staaten als illegaler Einwanderer auf und hatte finanzielle Probleme, welches unter anderem durch die Textzeile „No money, no family - 16 in the middle of Miami“ in der Bridge deutlich wird. Der Refrain handelt davon, wie sie die ganze Nacht an ihrer Rapkarriere gearbeitet hatte, um erfolgreich zu werden.

## Veröffentlichung
Work ist Azaleas Debüt-Single und ebenso die Lead-Single ihres ersten Studioalbums The New Classic. Im Januar 2013 präsentierte Azalea diesen Song zum ersten Mal im Vorprogramm von Rita Oras Radioactive Tour. Am 21. Februar 2013 gab die Plattenfirma Mercury Records bekannt, dass eine Extended Play für Work am 8. März 2013 veröffentlicht wird. Als Download erschien die Single am 17. März 2013. Im US-amerikanischen Rhythmic Contemporary Hit Radio wurde der Song ab 25. Juni 2013 gespielt.

## Kritik
Work erhielt überwiegend positive Kritiken. David Maurer von Laut.de beschrieb ihn als „recht launigen Song“, bei dem Azalea „ihren Weg von ganz unten nach ganz oben beschreibt“. Der Spiegel hält den Song für „den besten Track“ ihres Debüt-Albums,„weil er authentisch von den Erfahrungen der Exotin in einem vermeintlich hermetischen Business erzählt“. Franz Lichtenegger von The Gap beschrieb Work schlicht als „ein ziemliches Brett“. Robert Copsey von Digital Spy gab dem Song 4 von 5 möglichen Sternen und schrieb, dass er die Qualität hat, der kommerzielle Durchbruch für Azalea zu werden.

## Formate
- Download

1. "Work" – 3:43

- Digitale Extended Play (EP)

1. "Work" – 3:43
2. "Work" (Radio Edit) – 3:42
3. "Work" (Jacob Plant Remix) – 3:16
4. "Work" (Burns Purple Rain Version) – 5:20
5. "Work" (Instrumental) – 3:40

## Kommerzieller Erfolg

### Chartplatzierungen
Work war Azaleas kommerzieller Durchbruch im Vereinigten Königreich und in den Vereinigten Staaten. Er konnte sich zunächst in verschiedenen Chartlisten des Billboard Magazins platzieren, so unter anderem auf Platz 5 der Hot Dance Club Songs, sowie auf Platz 5 der Bubbling Under Hot 100. Laut dem Magazin erhöhten sich die Verkäufe von Work nach Azaleas Auftritt bei den MTV Video Music Awards 2013 um 156 %. Im Mai 2014 gelang der Song auf Grund Azaleas Erfolgen mit ihrem Studioalbum The New Classic, sowie den Singles Fancy und Problem, erneut in die Charts und erreichte mit Platz 54 in den Billboard Hot 100 die Höchstplatzierung. Am 29. September 2023 erhielt der Song für über 2.000.000 verkaufter Exemplare eine doppelte Platin-Schallplatte.
In den britischen Singlecharts stieg Work auf Platz 55 ein und erreichte in der sechsten Woche mit Platz 17 die höchste Platzierung in diesen Charts. Der Song verbrachte 13 Wochen in den Top-75 und war Azaleas zweiter Charteinstieg, nach ihrem Feature mit Steve Aoki bei dessen Lied Beat Down. In Azaleas Heimatland Australien verpasste der Song mit Platz 79 knapp die offiziellen Top-75. Dennoch konnte sich Work dort über 70.000 mal verkaufen, wodurch der Song mit einer Goldenen Schallplatte ausgezeichnet wurde. Im deutschsprachigen Raum konnte sich Work nicht platzieren.
| ChartsChartplatzierungen       | Höchstplatzierung | Wochen |
| ------------------------------ | ----------------- | ------ |
| Vereinigte Staaten (Billboard) | 54 (20 Wo.)       | 20     |
| Vereinigtes Königreich (OCC)   | 17 (13 Wo.)       | 13     |

### Auszeichnungen für Musikverkäufe
Work wurde weltweit bisher mit 4× Gold und 4× Platin ausgezeichnet. Damit hat sich die Single bisher weltweit über 2,6 Millionen Mal verkauft.
| Land/Region                  | Auszeichnungen für Musikverkäufe (Land/Region, Auszeichnung, Verkäufe) | Verkäufe  |
| ---------------------------- | ---------------------------------------------------------------------- | --------- |
| Australien (ARIA)            | Gold                                                                   | 35.000    |
| Brasilien (PMB)              | 2× Platin                                                              | 120.000   |
| Kanada (MC)                  | Gold                                                                   | 40.000    |
| Neuseeland (RMNZ)            | Gold                                                                   | 7.500     |
| Vereinigte Staaten (RIAA)    | 2× Platin                                                              | 2.000.000 |
| Vereinigtes Königreich (BPI) | Gold                                                                   | 400.000   |
| Insgesamt                    | 4× Gold · 4× Platin ·                                                  | 2.602.500 |

Hauptartikel: Iggy Azalea/Auszeichnungen für Musikverkäufe

## Musikvideo
Das Musikvideo für Work wurde am 25. Februar 2013 in Los Angeles gedreht und wurde von dem französischen Produzententeam Jonas & Francois produziert. Das Video stellt unter anderem eine Hommage an die 1994 erschienene Tragikomödie Priscilla – Königin der Wüste dar. Bei den MTV Video Music Awards 2013 war das Video in der Kategorie Artist to Watch nominiert. Mittlerweile wurde das Video bei Vevo über 125.000.000 angeklickt.